# Salomon Zeldenrust
Salomon Zeldenrust  (Amsterdam, 17 de febrer de 1884 - Knokke, 20 de juliol de 1958) va ser un tirador d'esgrima neerlandès que va competir en els anys posteriors a la Primera Guerra Mundial.
El 1920 va prendre part en els Jocs Olímpics d'Anvers, on disputà cinc proves del programa d'esgrima. Guanyà la medalla de bronze en la competició de sabre per equips. En floret per equips fou sisè i en espasa per equips setè. En les dues proves individuals que disputà, espasa i floret quedà eliminat en sèries.